# Castelul Český Šternberk

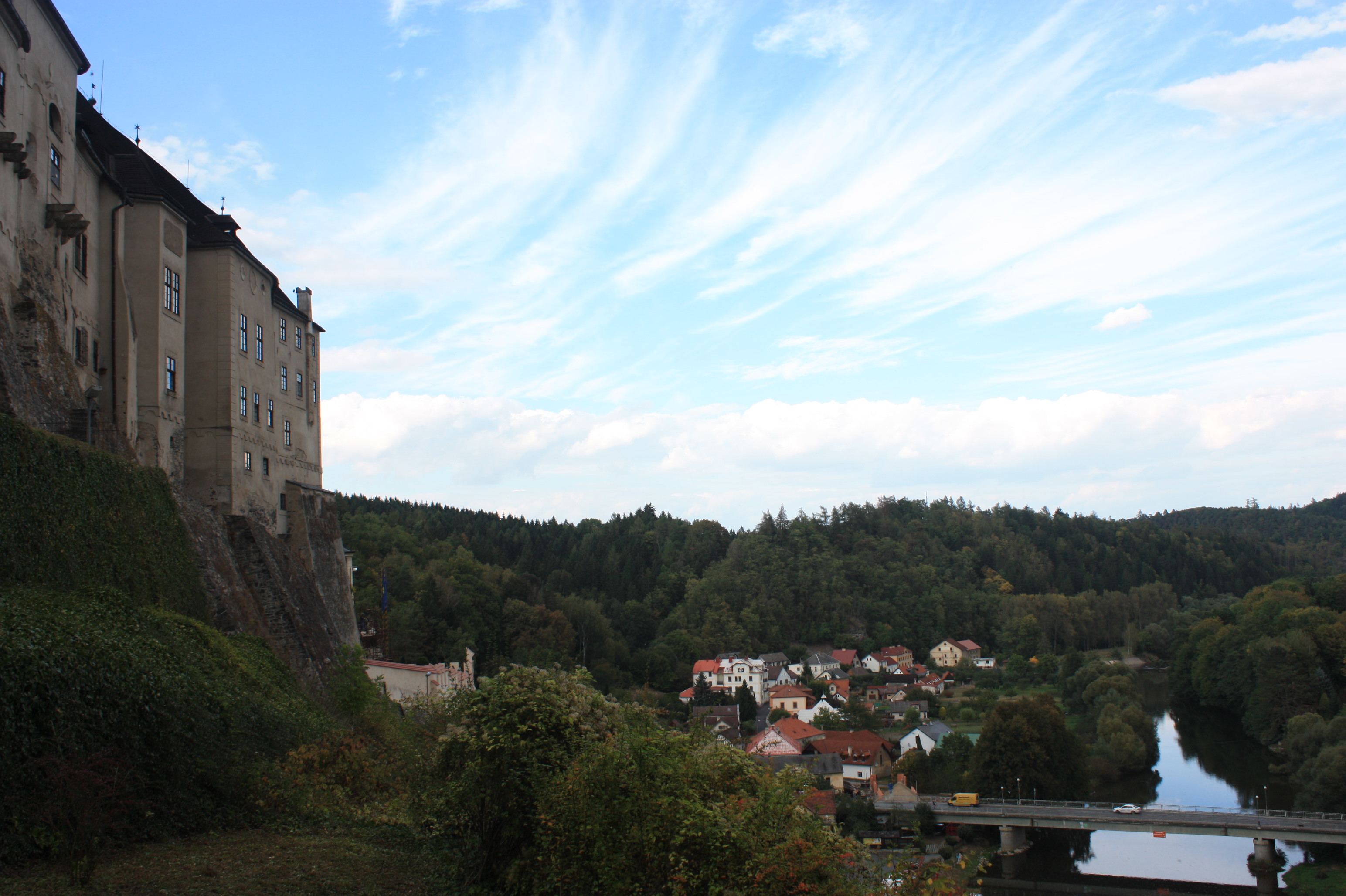
Castelul Český Šternberk cu vedere asupra râului Sázava și a orășelului (către est)

Castelul Český Šternberk (în cehă Hrad Český Šternberk) este un castel de la mijlocul secolului al XIII-lea, situat pe malul vestic al râului Sázava, cu vedere către orașul târg omonim⁠(d) din regiunea Boemia Centrală a Republicii Cehe. Este un castel gotic timpuriu care a fost construit și denumit și este încă deținut de membrii aceleiași familii. Castelul Český Šternberk este astăzi o reședință cu o moștenire istorică și arhitecturală îndelungată și reprezintă o destinație turistică atractivă, deschisă publicului. El este considerat în prezent unul dintre cele mai bine conservate castele gotice din Boemia.

## Nume
Numele Šternberk provine din limba germană și este ortografia cehă a cuvântului compus german Sternberg (care înseamnă literal „Muntele stelei”: Stern înseamnă „stea” și Berg înseamnă „munte”). Acest nume provine de la stema fondatorului castelului, Zdeslav z Divišova⁠(d), care conține o stea de aur cu opt colțuri. Fondatorul castelului și-a schimbat ulterior numele de familie în Sternberg, iar simbolul heraldic a fost însoțit de motto-ul: „Steaua care nu cade niciodată”.

## Istorie
Castelul a fost construit inițial în anul 1241 de nobilul ceh Zdeslav z Divišova⁠(d), numit ulterior Zdeslav de Sternberg. Dezvoltarea industriei militare și inventarea unor noi arme de foc în secolul al XIV-lea au reprezentat o amenințare neașteptată pentru apărarea castelului. Arhitecții săi din secolul al XIII-lea nu prevăzuseră pericolul armelor de foc cu rază lungă de acțiune, iar întărirea castelului a devenit astfel o necesitate. În această perioadă, fortificațiile castelului Český Šternberk au fost îmbunătățite prin construcția în partea de nord a unui turn cu trei etaje, care a fost legat de castel printr-un zid cu metereze.
În anul 1467 castelul a fost ocupat de armatele regale ale lui George de Poděbrady. Mai târziu, castelul aflat în ruine a fost recâștigat de familia nobiliară din Šternberk, care, în perioada cuprinsă între sfârșitul secolului al XV-lea și începutul secolului la al XVI-lea, a reconstruit castelul, a refăcut și modernizat sistemul defensiv și l-a extins prin construirea unui nou turn cilindric în partea sudică și a Temniței în partea nordică. Castelul a supraviețuit jefuirii sale de către rebeli în anul 1627, în timpul Războiului de Treizeci de Ani.
După moartea lui Jan Václav în 1712, ramura Holický a familiei Sternberg s-a stins, iar castelul a trecut în proprietatea altor familii, care în 1751 au construit palatul inferior lângă zidul înconjurător.
Proprietatea castelului a fost returnată familiei Sternberg în anul 1841, atunci când nobilul Zdeněk de Sternberg (1813–1890), din filiala Konopiště a familiei, l-a cumpărat. Castelul a rămas în proprietatea familiei Sternberg până în 1949, când a fost naționalizat de guvernul comunist al Republicii Cehoslovace. Familia s-a mutat într-un apartament mic din Praga, iar Jiří Sternberg⁠(d) (1888–1965) a acceptat să lucreze ca administrator al propriei sale proprietăți și a realizat tururi ghidate în interiorul castelului, care a devenit un obiectiv turistic important. După căderea comunismului și Revoluția de catifea, în 1992, datorită legii retrocedării, Castelul Český Šternberk a revenit fiului lui Jiří, contele Zdeněk Sternberg⁠(d) (1923–2021). După moartea sa în 2021, castelul este administrat de fiul lui Zdeněk, Filip Sternberg⁠(d) (n. 1956).

## Arhitectură
Castelul Český Šternberk a fost construit inițial ca un castel gotic . El a trecut ulterior prin mai multe perioade de reconstrucție și consolidare, iar trăsăturile arhitecturale gotice au fost în unele părți ascunse de noile refaceri. Spațiile interioare ale castelului au fost realizate în stilurile baroc și rococo. În 1760 maestrul Carlo Brentano a realizat tencuirea și decorarea cu stuc a pereților sălilor. Castelul conține o colecție rară de 545 de gravuri pe cupru, înfățișând întreaga istorie a Războiului de Treizeci de Ani. De asemenea, în sălile castelului sunt expuse arme istorice și trofee de vânătoare.

## Amplasare
Castelul este situat în districtul Benešov din regiunea Boemia Centrală a Cehiei. Se află pe vârful unei stânci abrupte de granit ce străjuiește malul vestic al râului Sázava în orășelul Český Šternberk⁠(d), aflat la 39 kilometri (24 mi) sud-est de capitala Praga, de-a lungul autostrăzii D1.

## În cultura populară
Castelul Český Šternberk apare în mai multe scene din filmului de dragoste albanezo-ceh The Sorrow of Mrs. Schneider⁠(d) (în cehă Smutek paní Snajdrové, 2008). Evenimentele filmului au loc în 1961 în orașul Český Šternberk⁠(d), iar rolul contelui Jiří Sternberg⁠(d), tatăl lui Zdeněk Sternberg, proprietarul actual al castelului, este interpretat de actorul italian renumit la nivel internațional Michele Placido.
Contele Zdeněk Sternberg⁠(d) a fost bucuros să-l cunoască pe actorul italian și, după ce a aflat că acesta îl interpretează pe tatăl său în film, a acceptat cu generozitate să permită utilizarea gratuită a spațiilor castelului. Oricum, el nu s-a putut întâlni cu Michele Placido deoarece s-a îmbolnăvit în perioada filmărilor. Există o scenă lungă care are loc în castelul Český Šternberk, un dialog remarcabil între personajul principal al filmului și contele Sternberg (Placido).
Aici au fost filmate și unele scene din Îngerul Domnului (Anděl Páně, 2005, regia Jiří Strach).

## Galerie

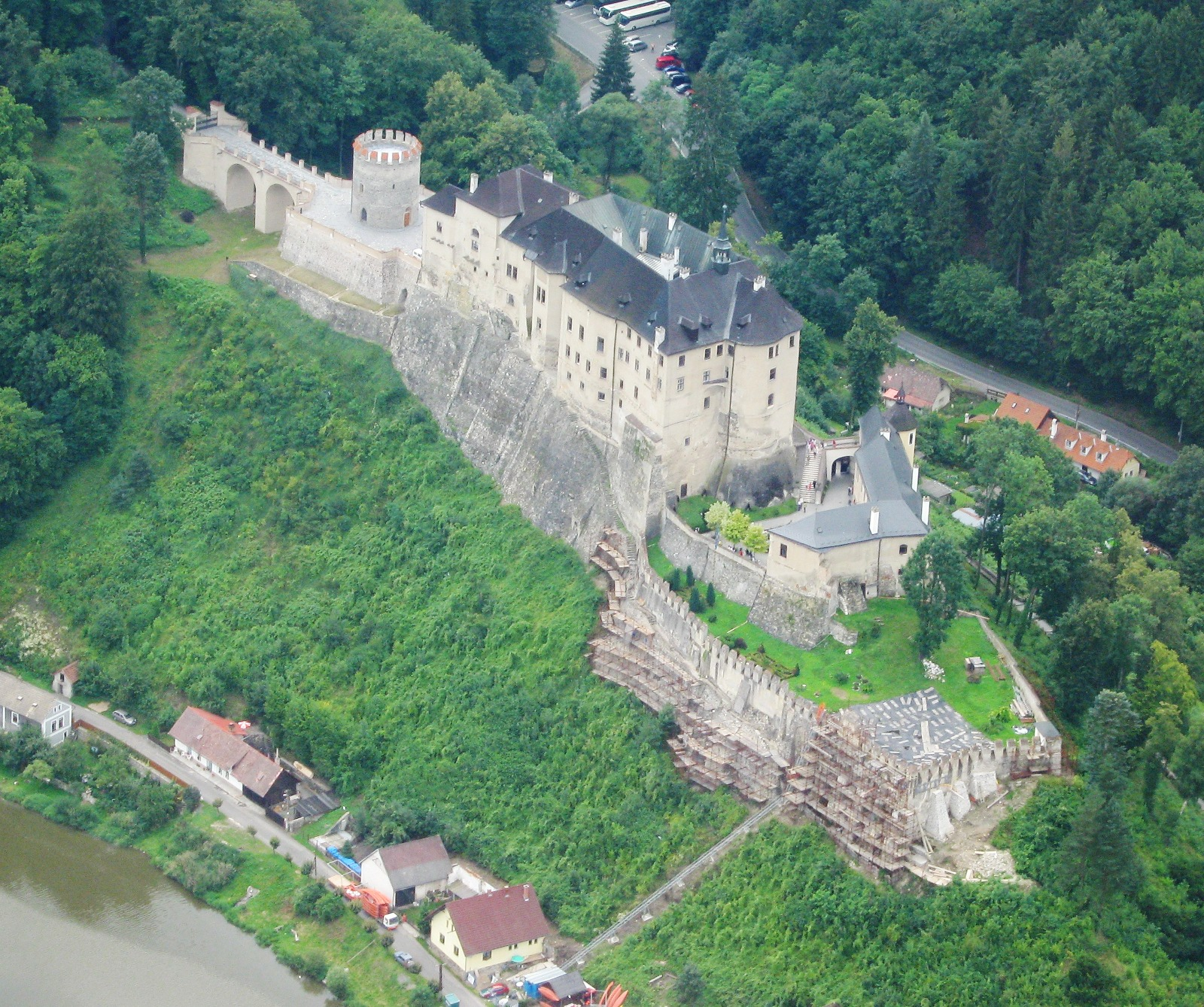
Vedere de sus asupra castelului
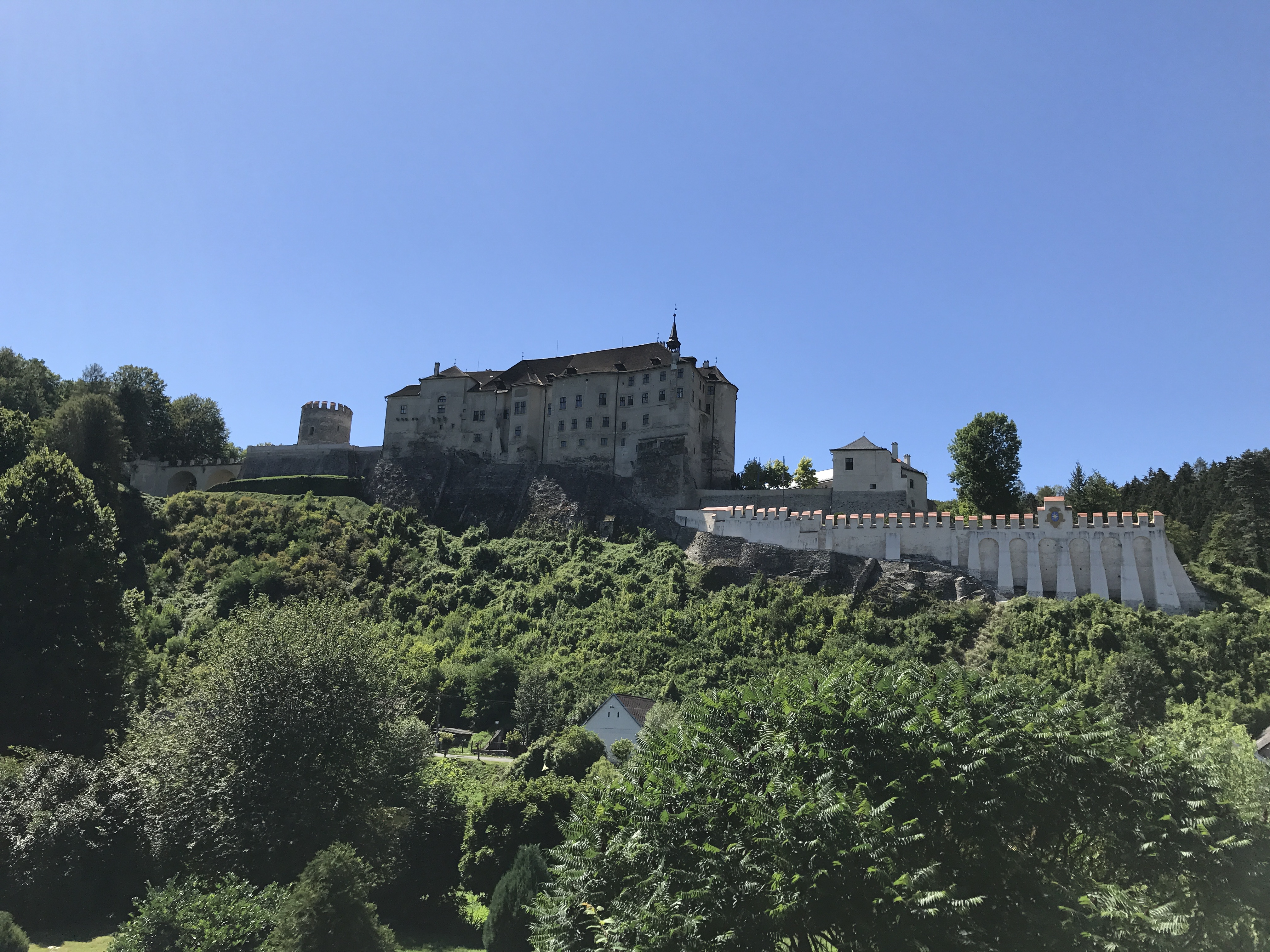
Castelul Český Šternberk
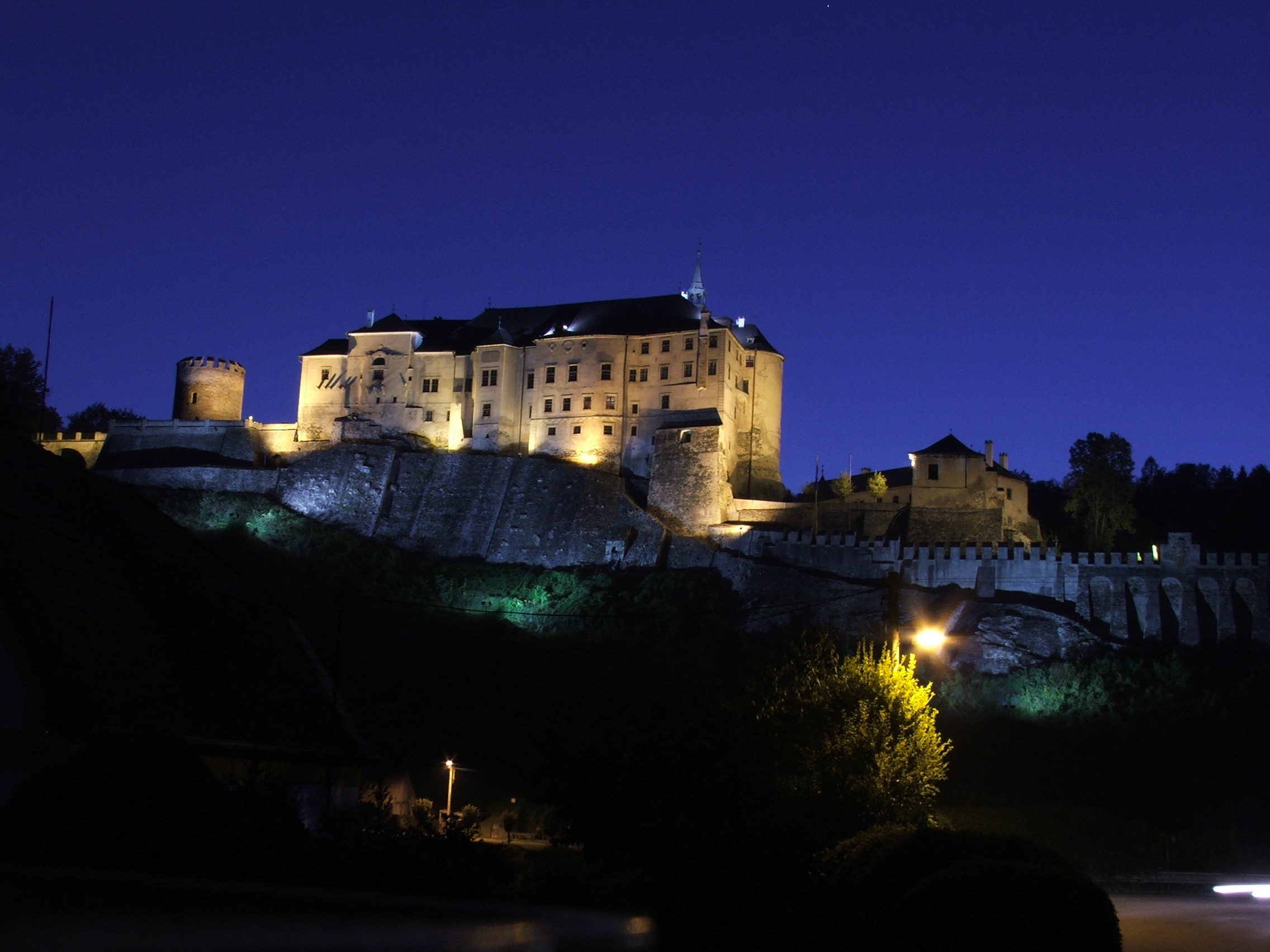
Castelul Český Šternberk în amurg
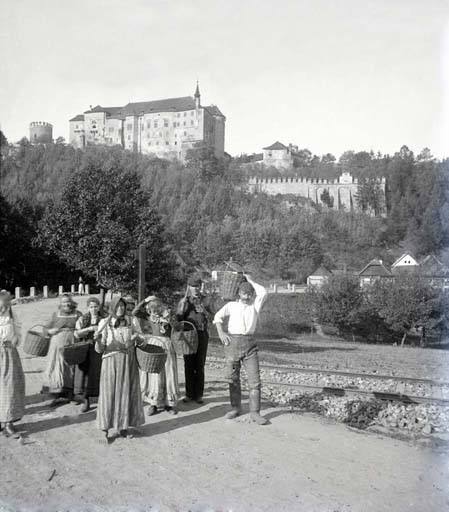
Castelul în 1892
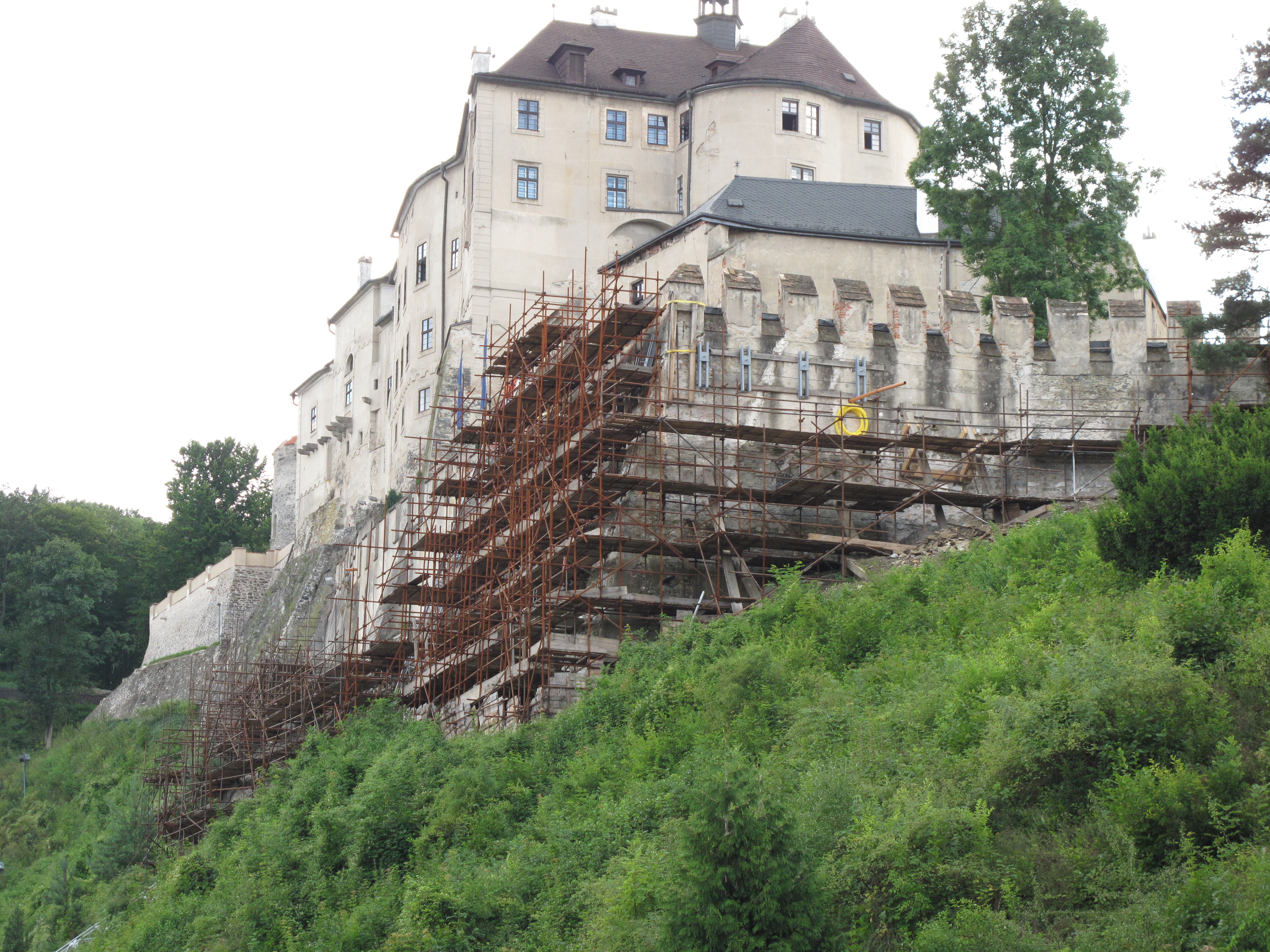
Reconstrucție minoră în partea de nord a castelului Český Šternberk în august 2010
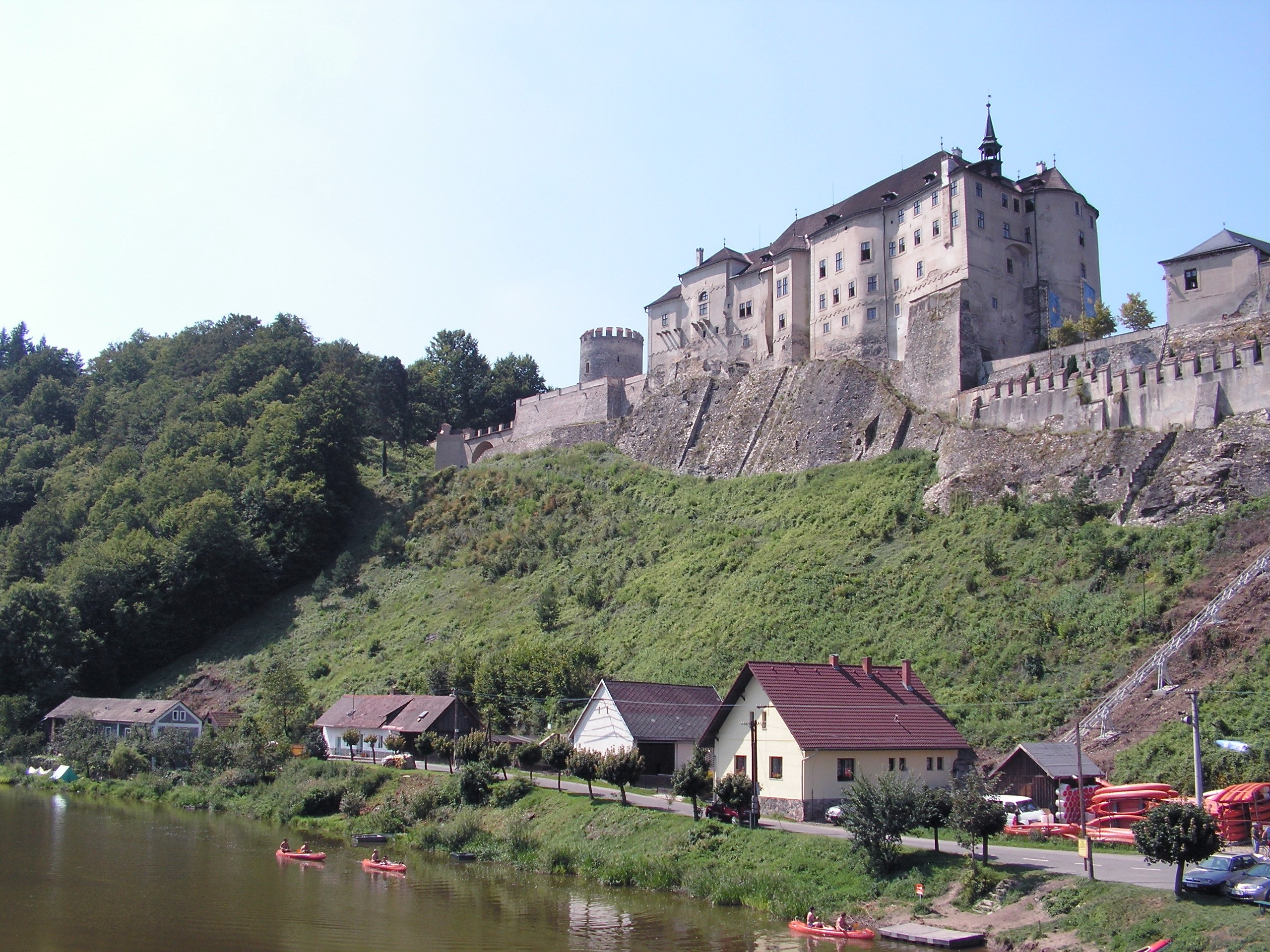
Vedere a castelului de pe podul de peste râul Sázava
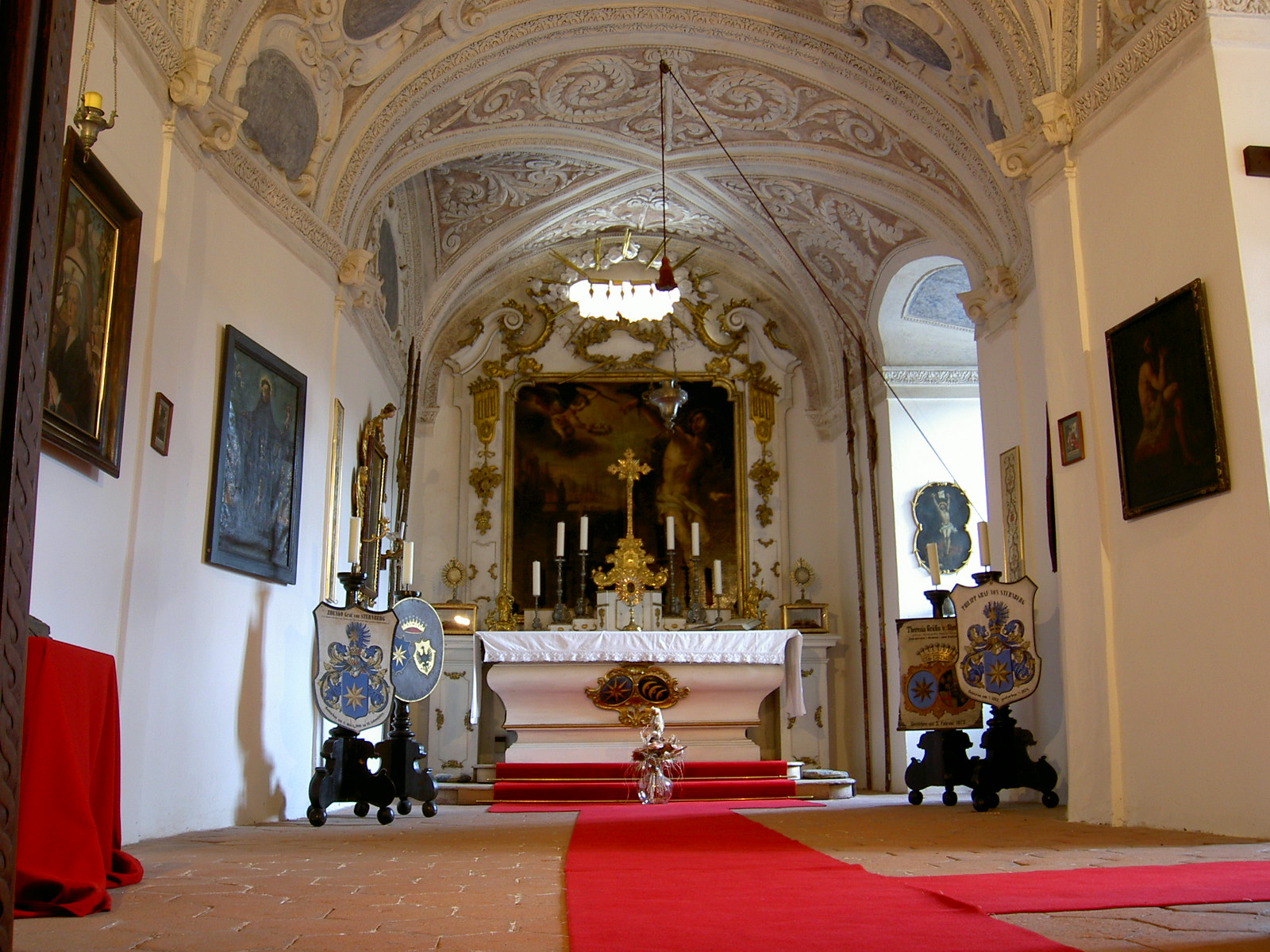
Capela „Sf. Sebastian” din interiorul castelului